# Sara Pinto Coelho
Sara Pinto Coelho, nascida Sarah Augusta de Lima e Abreu (São Tomé e Príncipe, 30 de Novembro de 1913 - Miramar, 3 de Dezembro de 1990), foi uma jornalista e escritora portuguesa de livros infantis.
Nasceu na Ilha do Príncipe filha de Manuel dos Santos e Abreu, Jr. e de sua mulher Maria Sarah de Lima, cresceu na Metrópole, e passou a maior parte da vida adulta em Moçambique, onde foi professora do ensino primário.
Escreveu peças de teatro radiofónico, romances, contos e livros infantis. Foi directora do programa de teatro radiofónico do Rádio Clube de Moçambique de 1967 a 1972.
Casou com o juiz José Augusto de Vasconcelos Pinto Coelho (Mondim de Basto, Mondim de Basto, Casa do Balcão, 4 de Janeiro de 1904) e foi mãe do jornalista Carlos Pinto Coelho.

## Livros publicados
- Confidências de Duas Raparigas Modernas (1946)
- O Tesouro Maravilhoso (1947)
- Aventuras de um Carapau Dourado (1948)
- Memórias de uma Menina Velha (1994)